# Sermyloides lii
Sermyloides lii es una especie de insecto coleóptero de la familia Chrysomelidae.
Fue descrita científicamente en 2002 por Yang & Li in Li & Jin.